# Oléac-Debat
Pour les articles homonymes, voir Oléac et Debat.
Oléac-Debat est une commune française située dans le nord du département des Hautes-Pyrénées, en région Occitanie.
Sur le plan historique et culturel, la commune est dans l’ancien comté de Bigorre, comté historique des Pyrénées françaises et de Gascogne. Exposée à un climat océanique altéré, elle est drainée par le ruisseau de Loulès et par un autre cours d'eau.
Oléac-Debat est une commune rurale qui compte 183 habitants en 2022, après avoir connu une forte hausse de la population depuis 1962. Elle fait partie de l'aire d'attraction de Tarbes..
Ses habitants sont appelés les Oléacais.

## Géographie

### Localisation
La commune d'Oléac-Debat se trouve dans le département des Hautes-Pyrénées, en région Occitanie.
Elle se situe à 7 km à vol d'oiseau de Tarbes, préfecture du département, et à 20 km de Trie-sur-Baïse, bureau centralisateur du canton des Coteaux dont dépend la commune depuis 2015 pour les élections départementales.
La commune fait en outre partie du bassin de vie de Tarbes.
Les communes les plus proches sont : 
Lizos (0,9 km), Sabalos (1,8 km), Orleix (1,8 km), Boulin (2,0 km), Pouyastruc (2,7 km), Collongues (2,8 km), Dours (2,9 km), Chis (3,1 km).
Sur le plan historique et culturel, Oléac-Debat fait partie de l’ancien comté de Bigorre, comté historique des Pyrénées françaises et de Gascogne créé au IXe siècle puis rattaché au domaine royal en 1302, inclus ensuite au comté de Foix en 1425 puis une nouvelle fois rattaché au royaume de France en 1607. La commune est dans le pays de Tarbes et de la Haute Bigorre.

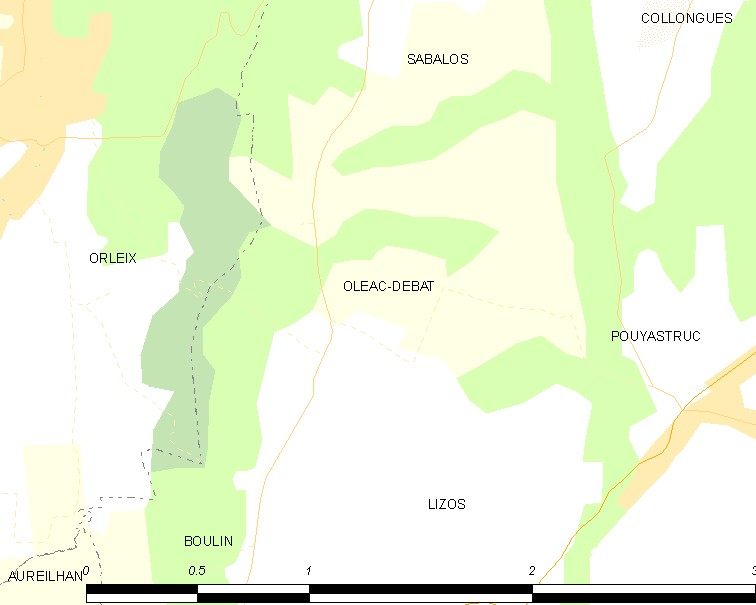
Carte de la commune d'Oléac-Debat et des proches communes.

|        | Sabalos     |            |
| Orleix | Oléac-Debat | Pouyastruc |
|        | Boulin      | Lizos      |

### Paysages et relief
- Localisation d'Oléac-Debat dans le département des Hautes-Pyrénées.

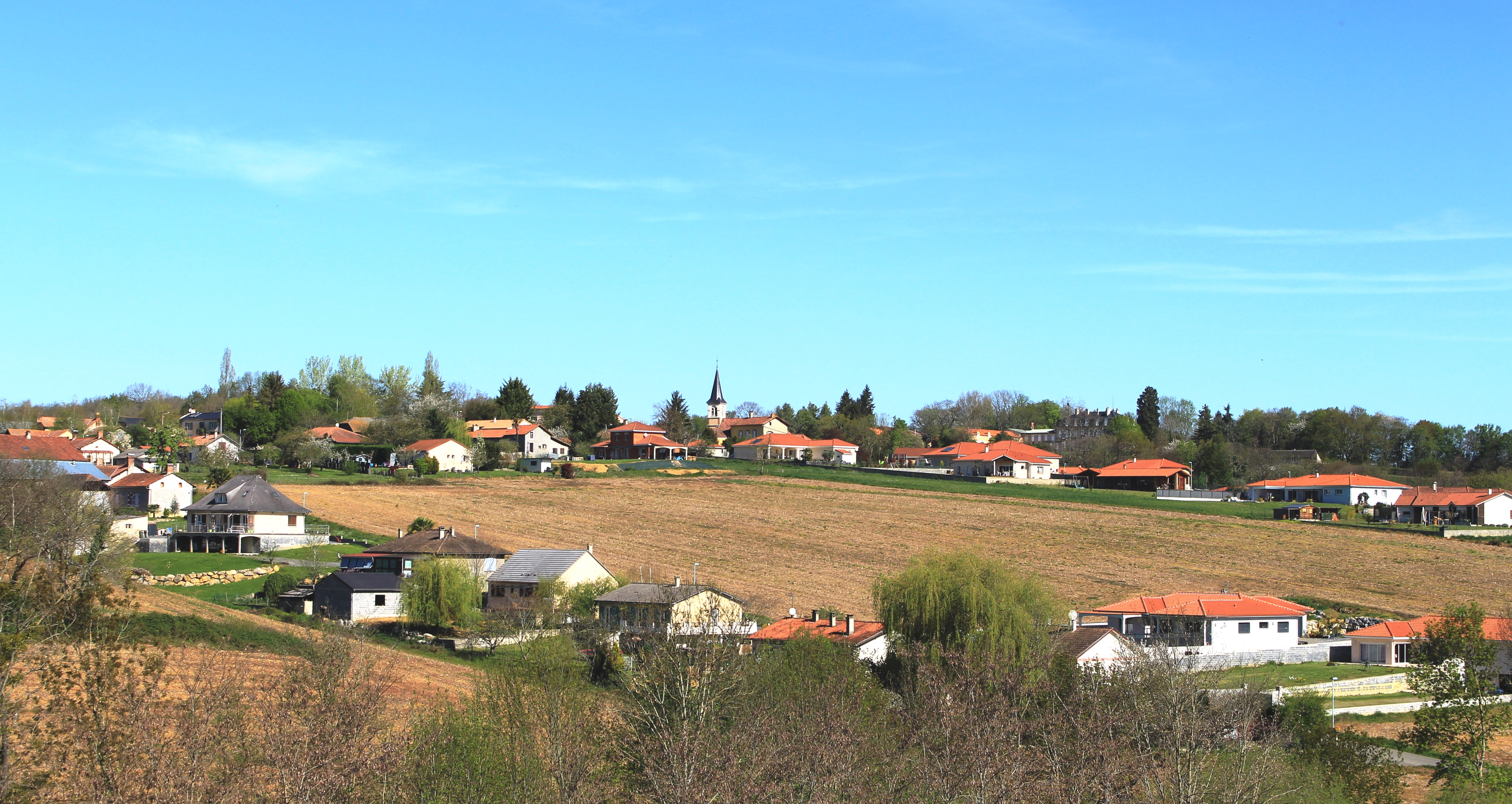
Vue en été.

### Hydrographie
La commune est dans le bassin de l'Adour, au sein du bassin hydrographique Adour-Garonne. Elle est drainée par le ruisseau de Loulès et par un petit cours d'eau, constituant un réseau hydrographique de 2 km de longueur totale,.

### Climat
Le climat est tempéré de type océanique, en raison de l'influence proche de l'océan Atlantique situé à peu près 150 km plus à l'ouest. La proximité des Pyrénées fait que la commune profite d'un effet de foehn, il peut aussi y neiger en hiver, même si cela reste inhabituel.
| Mois                              | jan.  | fév.  | mars  | avril | mai   | juin  | jui.  | août  | sep.  | oct.  | nov.  | déc.  | année   |
| --------------------------------- | ----- | ----- | ----- | ----- | ----- | ----- | ----- | ----- | ----- | ----- | ----- | ----- | ------- |
| Température minimale moyenne (°C) | 0,6   | 1,3   | 2,7   | 5,2   | 8,3   | 11,6  | 14,1  | 13,9  | 11,7  | 8     | 3,6   | 1,3   | 6,9     |
| Température moyenne (°C)          | 5,3   | 6,1   | 7,8   | 10    | 13,3  | 16,7  | 19,3  | 19    | 17,2  | 13,3  | 8,5   | 5,8   | 11,9    |
| Température maximale moyenne (°C) | 9,9   | 11    | 12,9  | 14,8  | 18,3  | 21,7  | 24,5  | 24    | 22,6  | 18,6  | 13,4  | 10,4  | 16,8    |
| Ensoleillement (h)                | 108,8 | 118,8 | 155,6 | 157,2 | 181,3 | 191,5 | 215,5 | 196,4 | 194,5 | 164,4 | 124,4 | 104,4 | 1 912,8 |
| Précipitations (mm)               | 112,8 | 97,5  | 100,2 | 105,7 | 113,6 | 80,7  | 57,3  | 70,3  | 71    | 85,2  | 93    | 112,1 | 1 099,4 |

### Milieux naturels et biodiversité
Aucun espace naturel présentant un intérêt patrimonial n'est recensé sur la commune dans l'inventaire national du patrimoine naturel,,.

## Urbanisme

### Typologie
Au 1er janvier 2024, Oléac-Debat est catégorisée commune rurale à habitat dispersé, selon la nouvelle grille communale de densité à sept niveaux définie par l'Insee en 2022.
Elle est située hors unité urbaine. Par ailleurs la commune fait partie de l'aire d'attraction de Tarbes, dont elle est une commune de la couronne,. Cette aire, qui regroupe 153 communes, est catégorisée dans les aires de 50 000 à moins de 200 000 habitants,.

### Occupation des sols
L'occupation des sols de la commune, telle qu'elle ressort de la base de données européenne d’occupation biophysique des sols Corine Land Cover (CLC), est marquée par l'importance des territoires agricoles (70,7 % en 2018), une proportion identique à celle de 1990 (70,7 %). La répartition détaillée en 2018 est la suivante : 
terres arables (47,1 %), forêts (29,3 %), zones agricoles hétérogènes (22,6 %), prairies (1 %).
L'IGN met par ailleurs à disposition un outil en ligne permettant de comparer l’évolution dans le temps de l’occupation des sols de la commune (ou de territoires à des échelles différentes). Plusieurs époques sont accessibles sous forme de cartes ou photos aériennes : la carte de Cassini (XVIIIe siècle), la carte d'état-major (1820-1866) et la période actuelle (1950 à aujourd'hui).

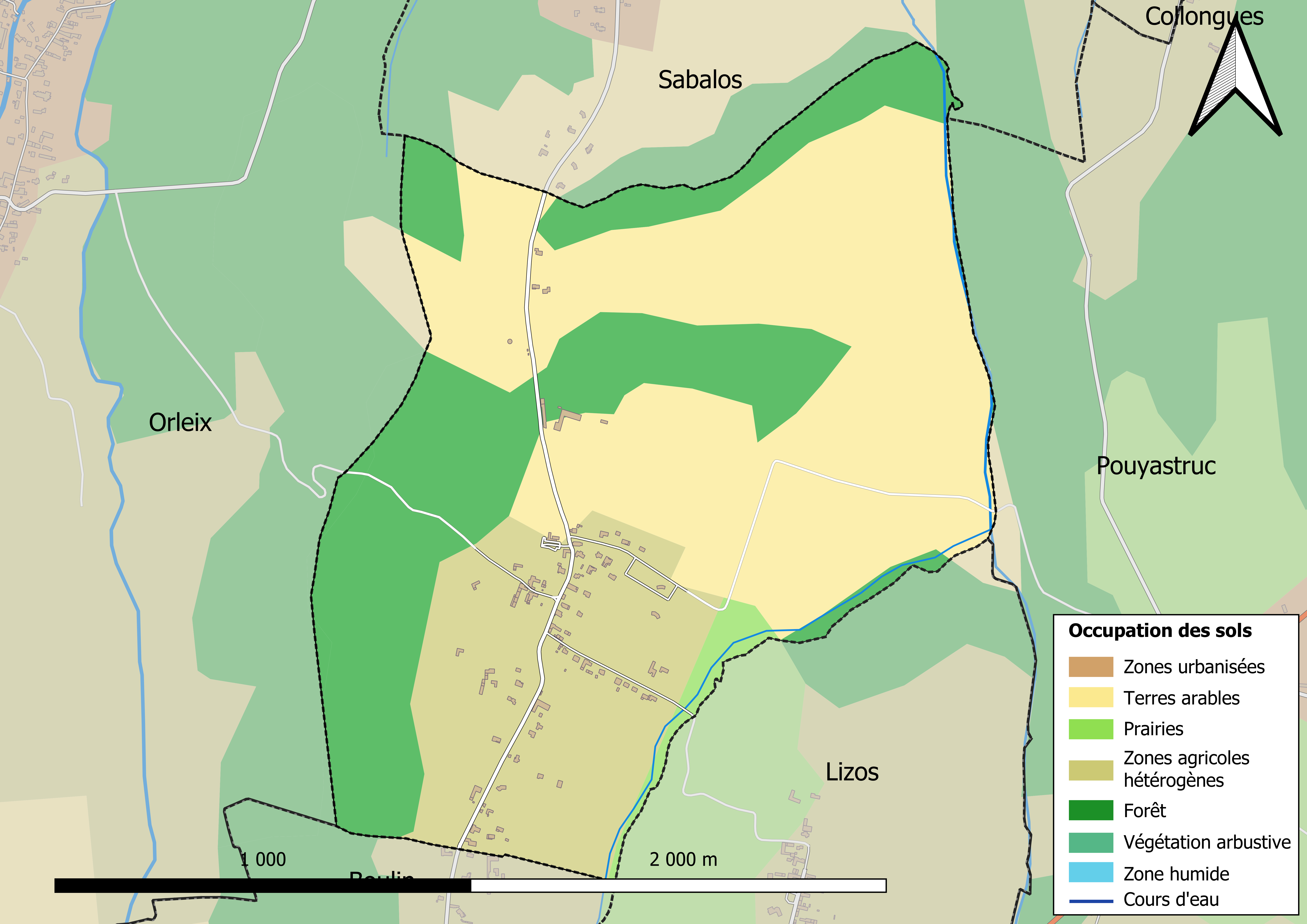
Carte des infrastructures et de l'occupation des sols en 2018 (CLC) de la commune.
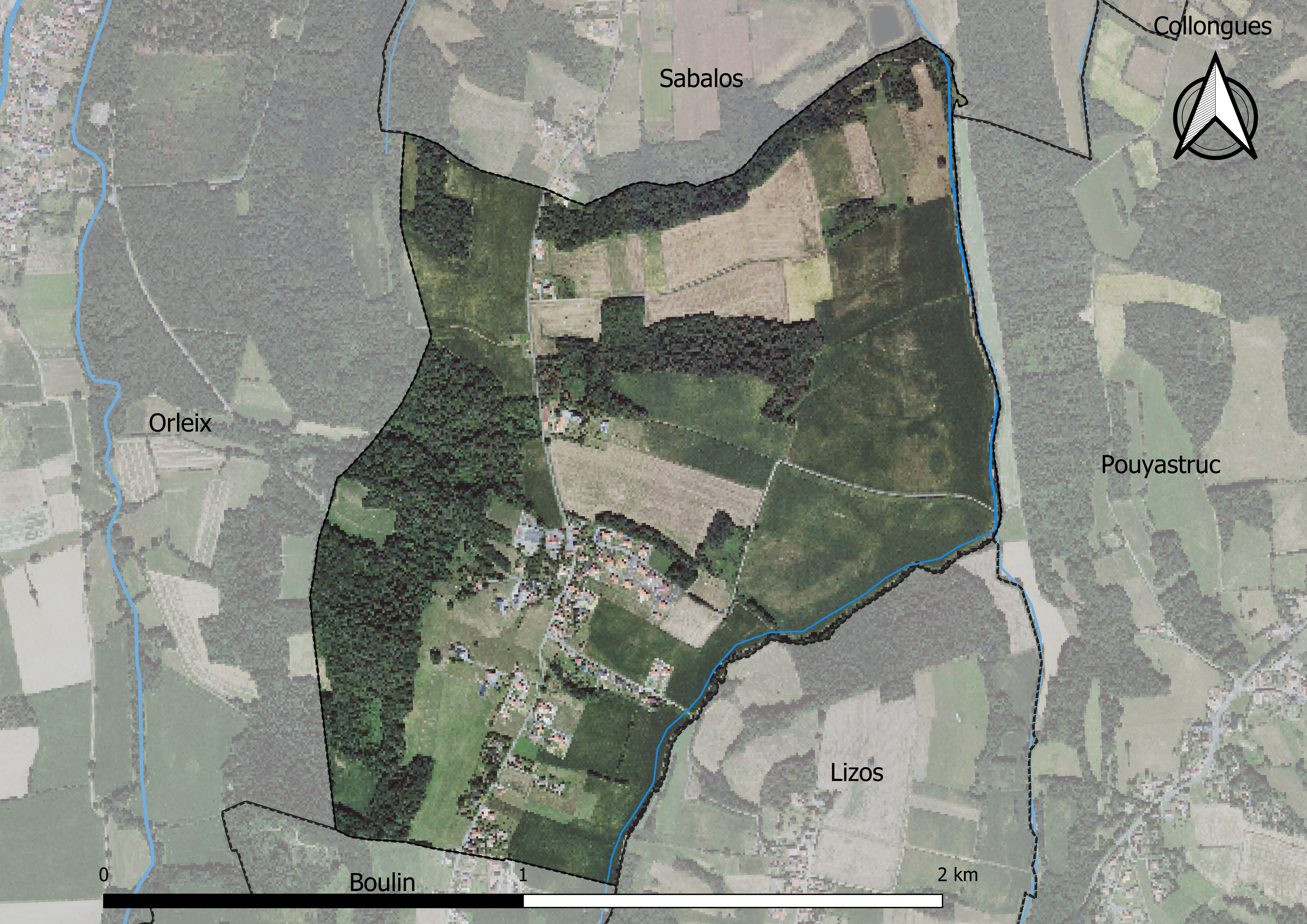
Carte orthophotogrammétrique de la commune.

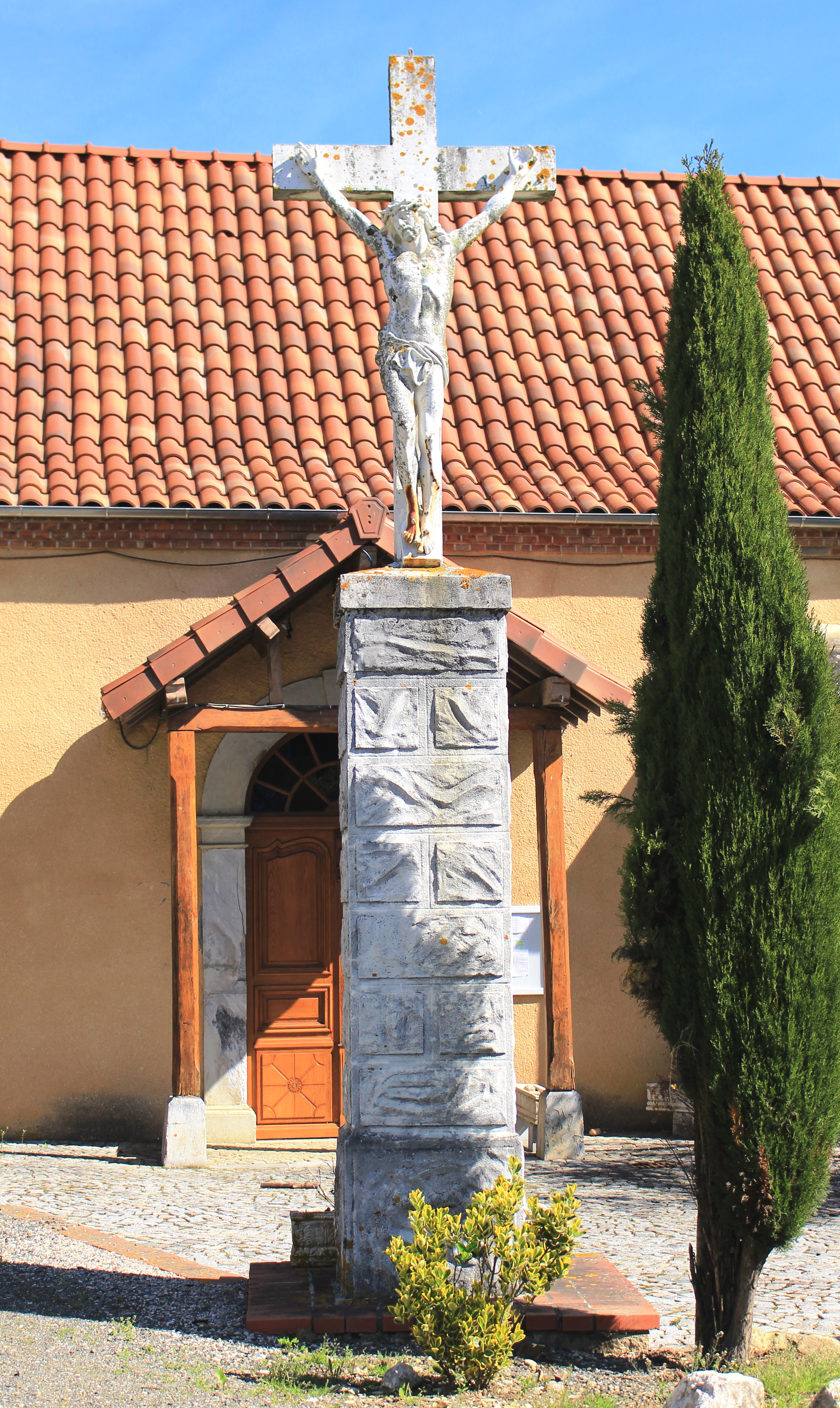
Une croix.

### Logement
En 2012, le nombre total de logements dans la commune est de 60.

Parmi ces logements, 93,3 % sont des résidences principales, 1,7 % des résidences secondaires et 5,0 % des logements vacants.

### Voies de communication et transports
Cette commune est desservie par la route départementale D 119.

### Risques majeurs
Le territoire de la commune d'Oléac-Debat est vulnérable à différents aléas naturels : météorologiques (tempête, orage, neige, grand froid, canicule ou sécheresse), mouvements de terrains et séisme (sismicité modérée). Un site publié par le BRGM permet d'évaluer simplement et rapidement les risques d'un bien localisé soit par son adresse soit par le numéro de sa parcelle.
Oléac-Debat est exposée au risque de feu de forêt. Un plan départemental de protection des forêts contre les incendies a été approuvé par arrêté préfectoral le 21 avril 2020 pour la période 2020-2029. Le précédent couvrait la période 2007-2017. L’emploi du feu est régi par deux types de réglementations. D’abord le code forestier et l’arrêté préfectoral du 27 octobre 2014, qui réglementent l’emploi du feu à moins de 200 m des espaces naturels combustibles sur l’ensemble du département. Ensuite celle établie dans le cadre de la lutte contre la pollution de l’air, qui interdit le brûlage des déchets verts des particuliers. L’écobuage est quant à lui réglementé dans le cadre de commissions locales d’écobuage (CLE)

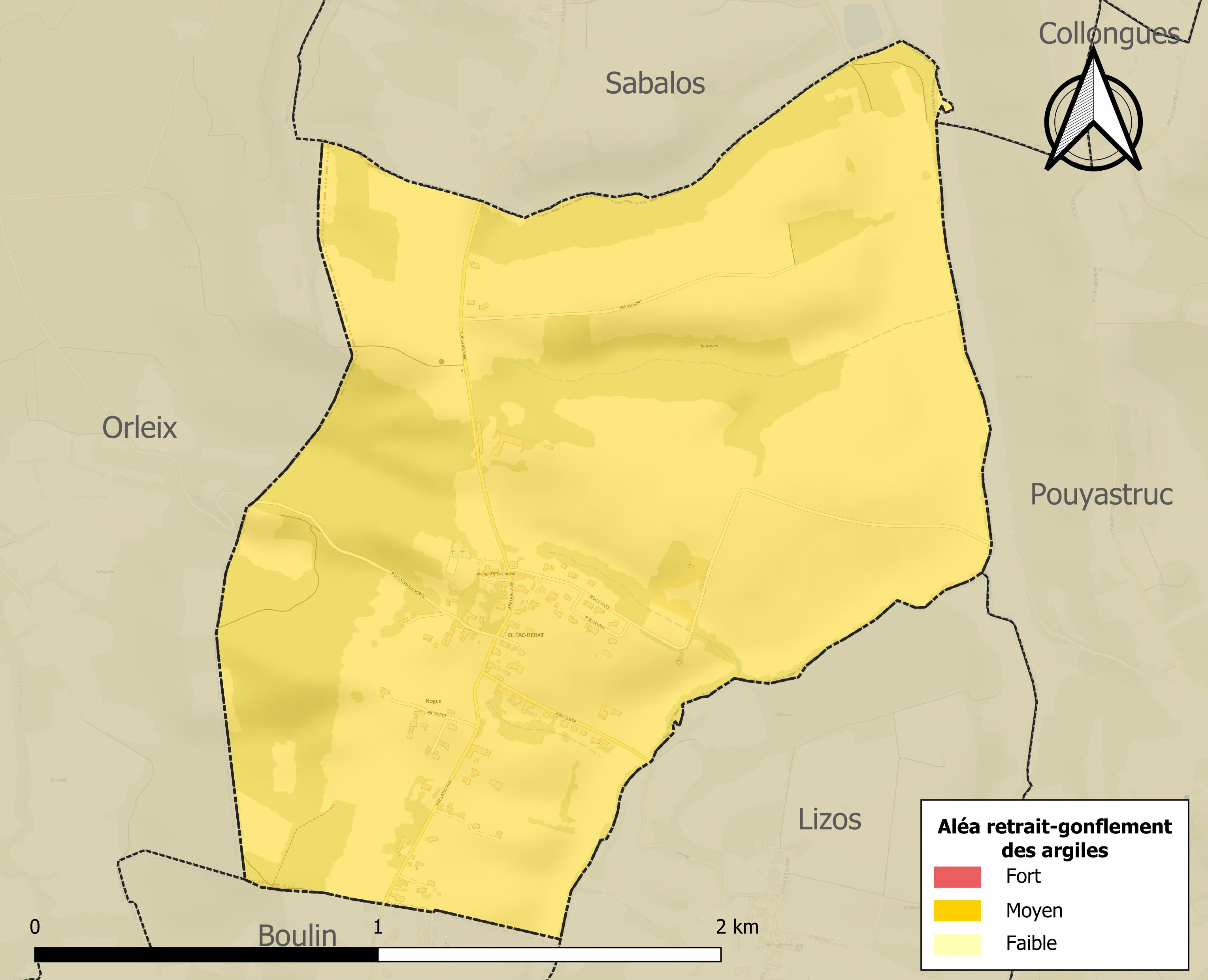
Carte des zones d'aléa retrait-gonflement des sols argileux d'Oléac-Debat.

Les mouvements de terrains susceptibles de se produire sur la commune sont des tassements différentiels.
Le retrait-gonflement des sols argileux est susceptible d'engendrer des dommages importants aux bâtiments en cas d’alternance de périodes de sécheresse et de pluie. La totalité de la commune est en aléa moyen ou fort (44,5 % au niveau départemental et 48,5 % au niveau national). Sur les 71 bâtiments dénombrés sur la commune en 2019, 71 sont en aléa moyen ou fort, soit 100 %, à comparer aux 75 % au niveau départemental et 54 % au niveau national. Une cartographie de l'exposition du territoire national au retrait gonflement des sols argileux est disponible sur le site du BRGM,.
Par ailleurs, afin de mieux appréhender le risque d’affaissement de terrain, l'inventaire national des cavités souterraines permet de localiser celles situées sur la commune.
La commune a été reconnue en état de catastrophe naturelle au titre des dommages causés par les inondations et coulées de boue survenues en 1982, 1993, 1999 et 2009. Concernant les mouvements de terrains, la commune a été reconnue en état de catastrophe naturelle au titre des dommages causés par la sécheresse en 2003 et par des mouvements de terrain en 1999.

## Toponymie

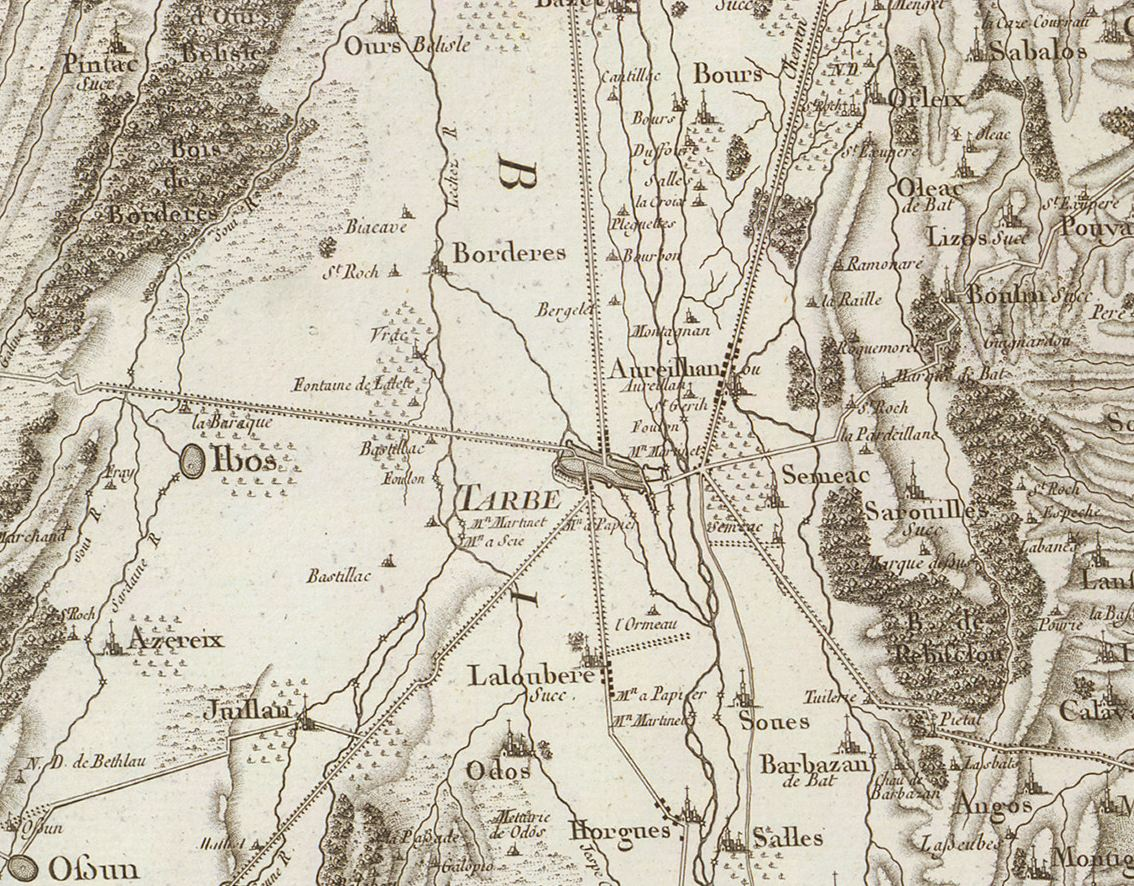
Extrait de la carte de Cassini (entre 1756 et 1789) situant Oléac-Debat au nord-ouest de Tarbes.

On trouvera les principales informations dans le Dictionnaire toponymique des communes des Hautes-Pyrénées de Michel Grosclaude et Jean-François Le Nail qui rapporte les dénominations historiques du village :
Dénominations historiques :
- Oleag (v. 1140, livre vert Bénac) ;
- De Oleaco, latin (1313, Debita regi Navarre ; 1342, pouillé de Tarbes) ;
- de Olleato Inferiore, latin (1379, procuration Tarbes) ;
- Oleac (1429, censier de Bigorre) ;
- Oleac de Bat (fin XVIIIe siècle, carte de Cassini).

Étymologie : nom de domaine antique de Olius/Olenus et suffixe -acum (= propriété d’Olius/Olenus).

Débat parce que situé au nord par rapport à Oléac-Dessus.
Nom occitan : Auliac Devath.

## Histoire

### Cadastre napoléonien d'Oléac-Debat
Le plan cadastral napoléonien d'Oléac-Debat est consultable sur le site des archives départementales des Hautes-Pyrénées.

## Politique et administration

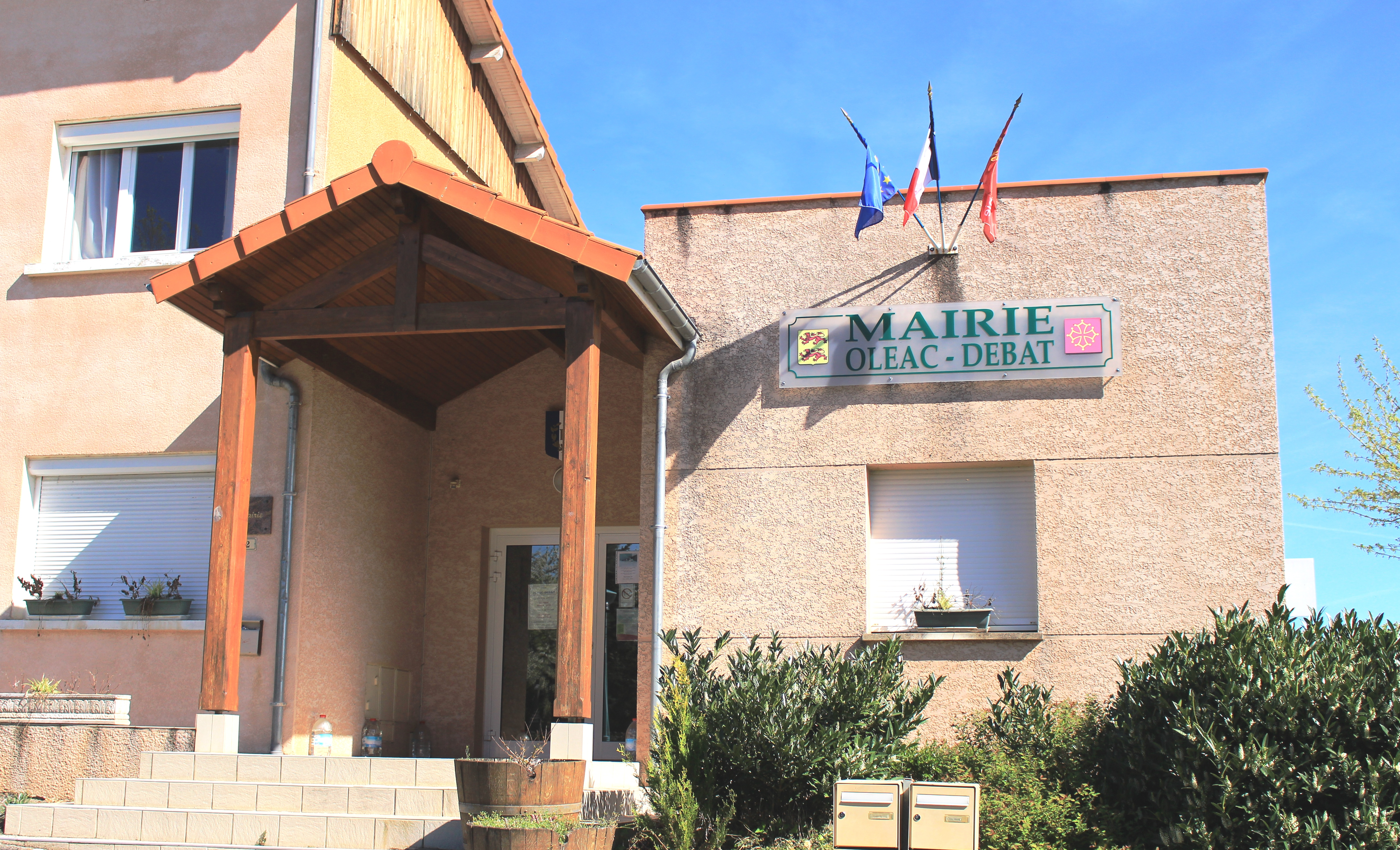
La mairie en 2018.

### Liste des maires
| Période                                  | Période  | Identité              | Étiquette | Qualité                                                                              |
| ---------------------------------------- | -------- | --------------------- | --------- | ------------------------------------------------------------------------------------ |
| Les données manquantes sont à compléter. |          |                       |           |                                                                                      |
|                                          |          |                       |           |                                                                                      |
| 1968                                     | 1994     | Etienne Achille-Fould | UDF       | Éleveur - Conseiller général du canton de Pouyastruc (1967-1994) Décédé en fonctions |
| mai 1994                                 | En cours | Christian Jouret      | DVD       |                                                                                      |

### Rattachements administratifs et électoraux

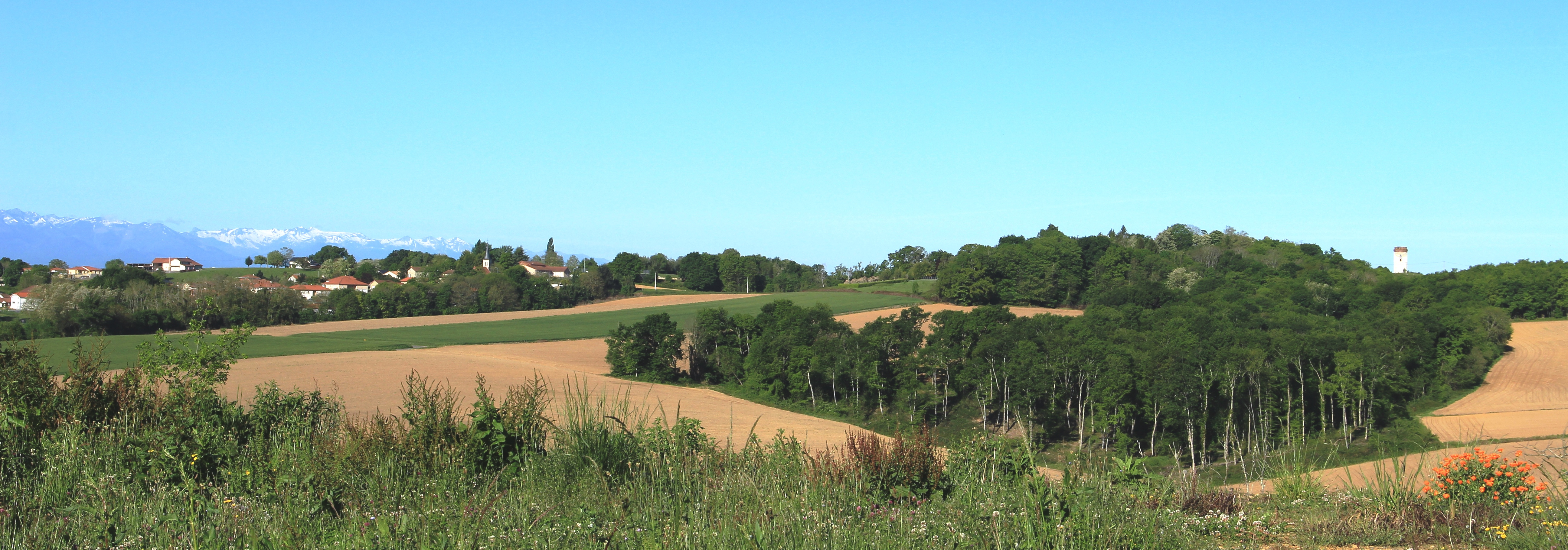
Vue du village et de la tour.

#### Historique administratif
Pays et sénéchaussée de Bigorre, quarteron de Tarbes, canton de Tarbes (1790) puis  d'Aubarède (1801), chef-lieu transféré à Pouyastruc (1803).

#### Intercommunalité
Oléac-Debat appartient à la communauté de communes des Coteaux du Val d'Arros créée en janvier 2017 et qui réunit 54 communes.

## Population et société

### Démographie

#### Évolution démographique

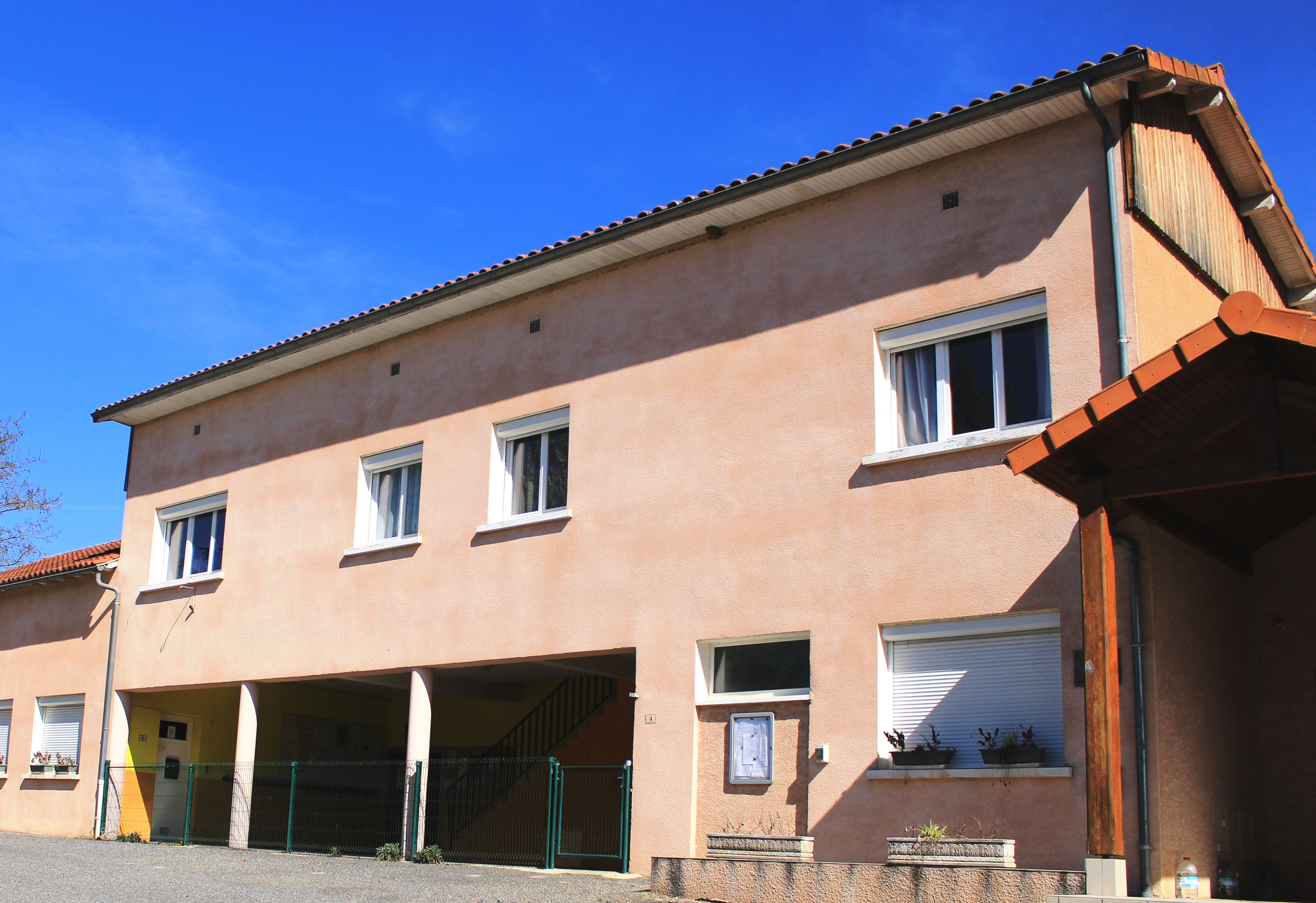
L’école élémentaire en 2018.

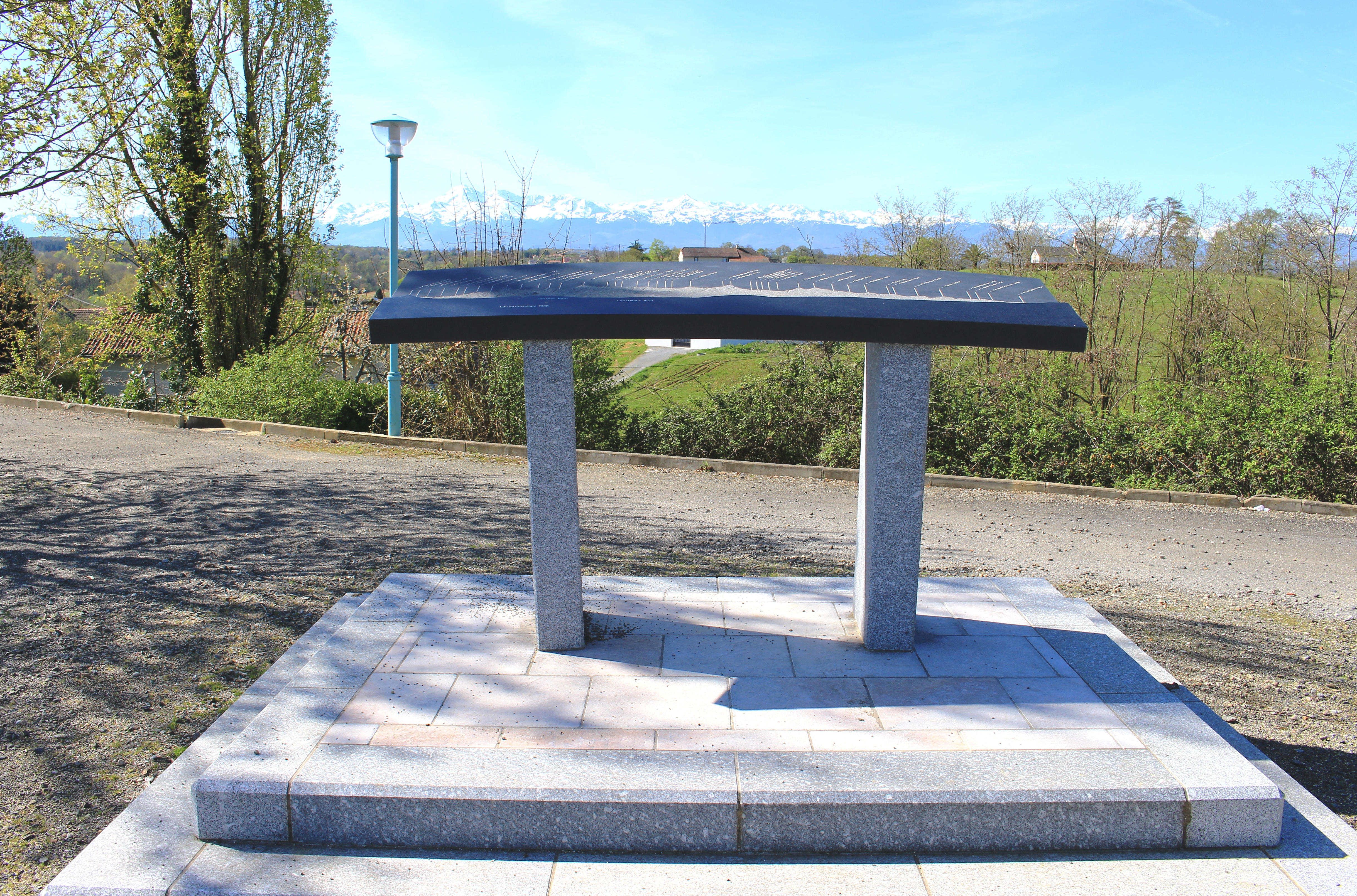
La table d'orientation.

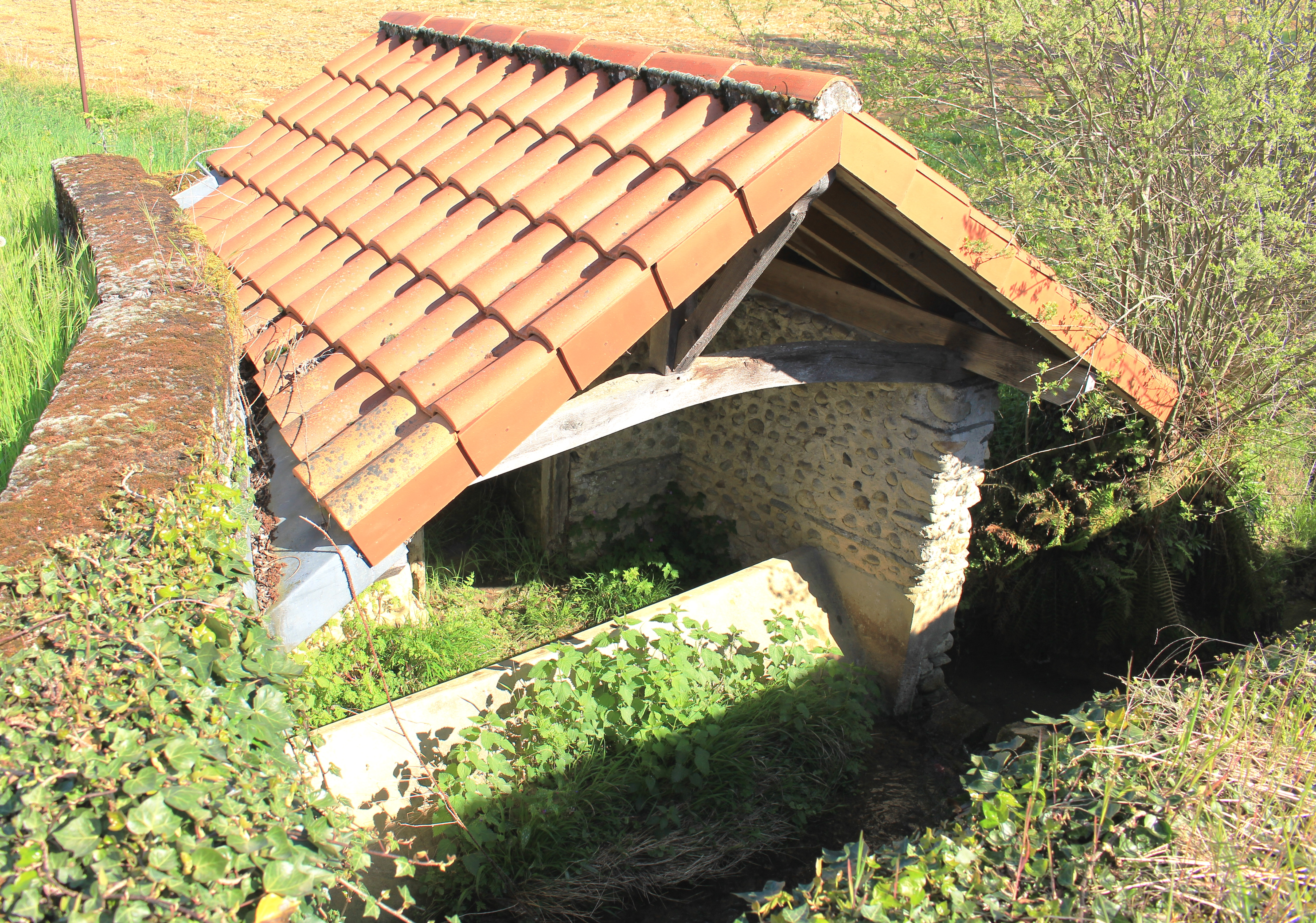
Le lavoir.

| 1793 | 1800 | 1806 | 1821 | 1831 | 1836 | 1841 | 1846 | 1851 |
| ---- | ---- | ---- | ---- | ---- | ---- | ---- | ---- | ---- |
| 126  | 55   | 127  | 104  | 133  | 114  | 125  | 127  | 105  |

| 1856 | 1861 | 1866 | 1876 | 1881 | 1886 | 1891 | 1896 | 1901 |
| ---- | ---- | ---- | ---- | ---- | ---- | ---- | ---- | ---- |
| 112  | 116  | 111  | 105  | 98   | 101  | 90   | 96   | 95   |

| 1906 | 1911 | 1921 | 1926 | 1931 | 1936 | 1946 | 1954 | 1962 |
| ---- | ---- | ---- | ---- | ---- | ---- | ---- | ---- | ---- |
| 96   | 69   | 64   | 54   | 67   | 87   | 67   | 92   | 76   |

| 1968 | 1975 | 1982 | 1990 | 1999 | 2006 | 2007 | 2012 | 2017 |
| ---- | ---- | ---- | ---- | ---- | ---- | ---- | ---- | ---- |
| 124  | 103  | 87   | 105  | 105  | 100  | 99   | 137  | 170  |

| 2022 | - | - | - | - | - | - | - | - |
| ---- | - | - | - | - | - | - | - | - |
| 183  | - | - | - | - | - | - | - | - |

### Enseignement
La commune dépend de l'académie de Toulouse. Elle dispose d’une école en 2017.
- École élémentaire : Achille Fould.

## Économie

### Revenus
En 2018, la commune compte 63 ménages fiscaux, regroupant 161 personnes. La médiane du revenu disponible par unité de consommation est de 24 300 € (20 420 € dans le département).

### Emploi
|                | 2008  | 2013  | 2018  |
| -------------- | ----- | ----- | ----- |
| Commune        | 7,9 % | 4,8 % | 4 %   |
| Département    | 7,7 % | 9,4 % | 9,8 % |
| France entière | 8,3 % | 10 %  | 10 %  |

En 2018, la population âgée de 15 à 64 ans s'élève à 100 personnes, parmi lesquelles on compte 81 % d'actifs (77 % ayant un emploi et 4 % de chômeurs) et 19 % d'inactifs,. En  2018, le taux de chômage communal (au sens du recensement) des 15-64 ans est inférieur à celui de la France et département, alors qu'en 2008 il était supérieur à celui du département et inférieur à celui de la France.
La commune fait partie de la couronne de l'aire d'attraction de Tarbes, du fait qu'au moins 15 % des actifs travaillent dans le pôle,. Elle compte 10 emplois en 2018, contre 8 en 2013 et 8 en 2008. Le nombre d'actifs ayant un emploi résidant dans la commune est de 78, soit un indicateur de concentration d'emploi de 12,9 % et un taux d'activité parmi les 15 ans ou plus de 64,1 %.
Sur ces 78 actifs de 15 ans ou plus ayant un emploi, 7 travaillent dans la commune, soit 9 % des habitants. Pour se rendre au travail, 96,2 % des habitants utilisent un véhicule personnel ou de fonction à quatre roues et 3,8 % n'ont pas besoin de transport (travail au domicile).

## Culture locale et patrimoine

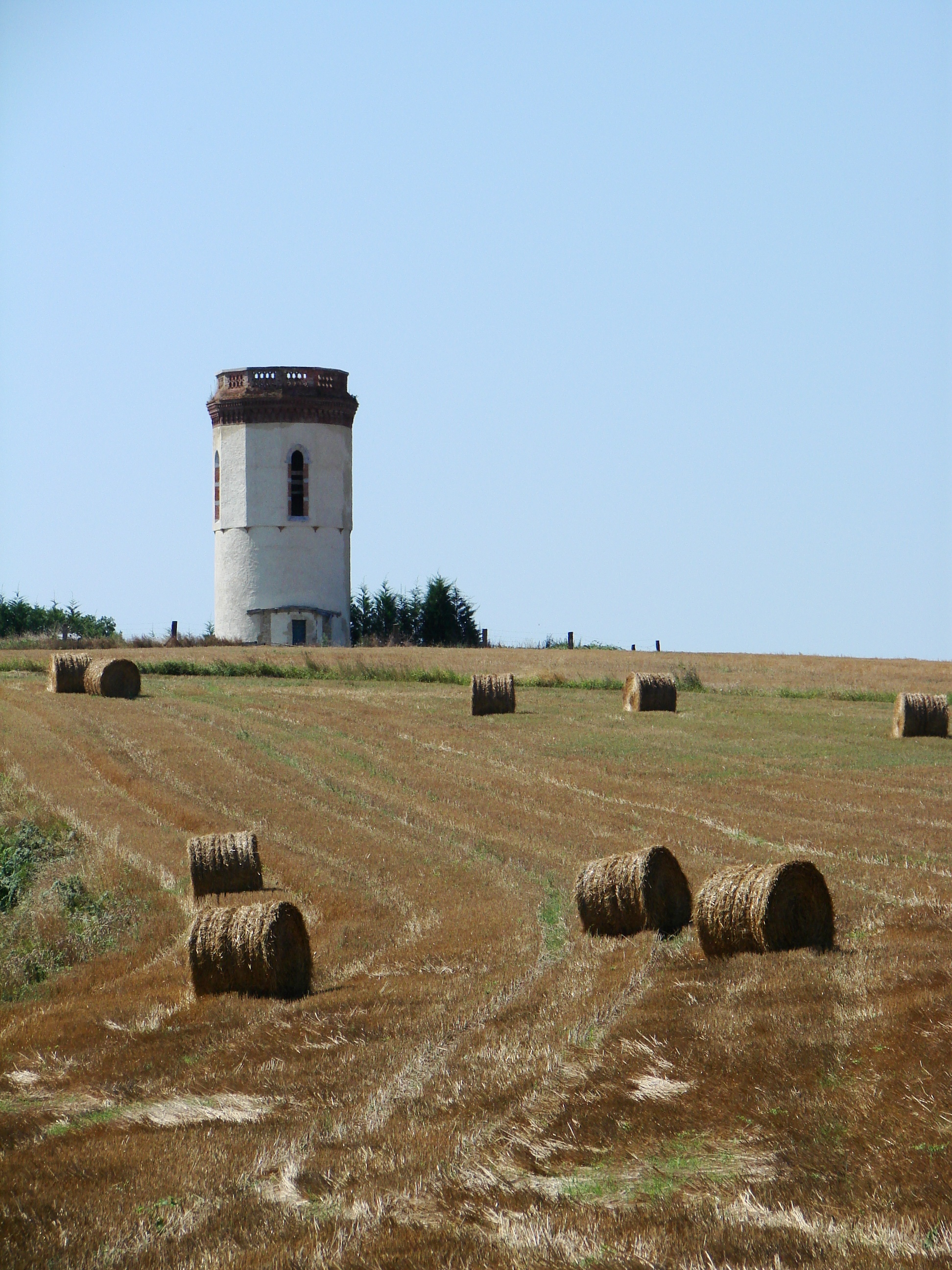
Tour d'Oléac.

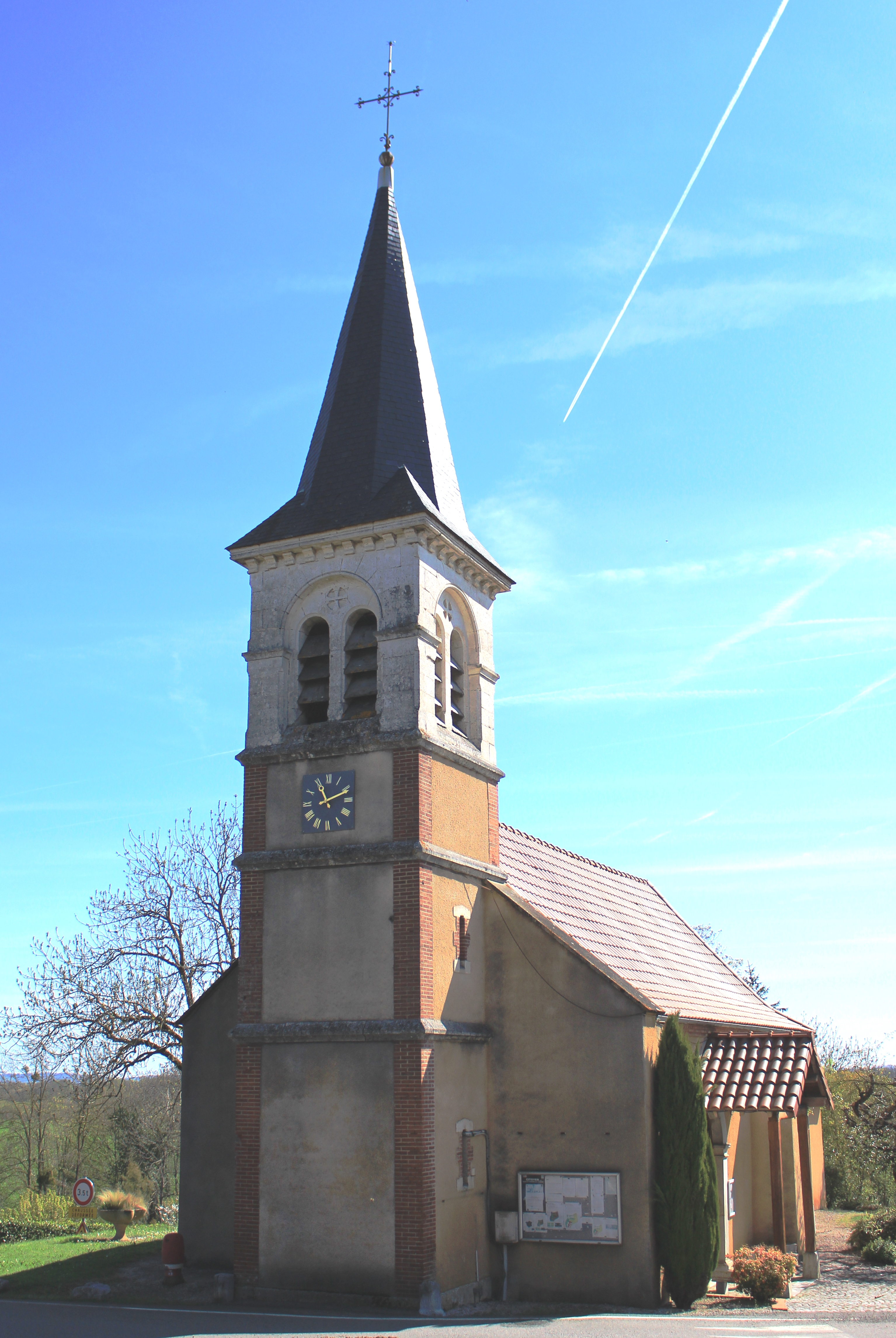
L'église Nativité-de-la-Sainte-Vierge en 2018.

### Lieux et monuments
- Tour d'Oléac : moulin à vent à l'origine (Moyen Âge) puis tour à signaux pour le télégraphe Chappe au XIXe siècle.
- Église de la Nativité-de-la-Sainte-Vierge d'Oléac-Debat.
- Lavoir.

### Personnalités liées à la commune
- Raymond de Ségur d'Aguesseau : préfet  et député des Hautes-Pyrénées mort au château d'Oléac-Debat.

### Héraldique
| Blason à dessiner | Blason  | D'azur à la tour du lieu au naturel accompagnée de trois fleurs de lis d'or, une en chef, deux aux flancs. |
| Blason à dessiner | Détails | Le statut officiel du blason reste à déterminer.                                                           |